# Campanero (Bolivia)
Campanero es una pequeña localidad de Bolivia, ubicada en el municipio de Cotoca de la provincia de Andrés Ibáñez en el departamento de Santa Cruz, distante 24 km al este de la ciudad de Santa Cruz de la Sierra.

## Demografía
| Año  | Habitantes | Fuente     |
| ---- | ---------- | ---------- |
| 1992 | 930        | Censo 1992 |
| 2001 | 2 212      | Censo 2001 |
| 2012 | 2 005      | Censo 2012 |